# Eleccions regionals italianes de 1975
Les eleccions per a renovar els Consells regionals de les Regions d'Itàlia se celebraren el 15 de juny de 1975. Es va votar a quinze regions: Abruços, Basilicata, Calàbria, Campània, Emília-Romanya, Laci, Ligúria, Llombardia, Marques, Molise, Piemont, Pulla, Toscana, Úmbria, Vèneto.

## Piemont
| Partits                                            | vots      | vots (%) | escons |
| -------------------------------------------------- | --------- | -------- | ------ |
| Partit Comunista Italià (PCI)                      | 1.033.342 | 33,9     | 22     |
| Democràcia Cristiana Italiana (DC)                 | 976.794   | 32,1     | 20     |
| Partit Socialista Italià (PSI)                     | 393.707   | 12,9     | 8      |
| Partit Socialista Democràtic Italià (PSDI)         | 224.642   | 7,4      | 4      |
| Partit Liberal Italià (PLI)                        | 153.079   | 5,0      | 2      |
| Moviment Social Italià - Destra Nazionale (MSI-DN) | 130.905   | 4,3      | 2      |
| Partit Republicà Italià (PRI)                      | 109.333   | 3,6      | 2      |
| Democràcia Obrera                                  | 24.634    | 0,8      | -      |
| altres                                             | 1.128     | 0,0      | -      |
| Total                                              | 3.047.564 | 100,00   | 60     |

## Llombardia
| Partits                                            | vots      | vots (%) | escons |
| -------------------------------------------------- | --------- | -------- | ------ |
| Democràcia Cristiana Italiana (DC)                 | 2.182.347 | 37,5     | 32     |
| Partit Comunista Italià (PCI)                      | 1.769.301 | 30,4     | 25     |
| Partit Socialista Italià (PSI)                     | 818.168   | 14,1     | 11     |
| Partit Socialista Democràtic Italià (PSDI)         | 300.973   | 5,2      | 3      |
| Moviment Social Italià - Destra Nazionale (MSI-DN) | 263.621   | 4,5      | 3      |
| Partit Republicà Italià (PRI)                      | 179.508   | 3,1      | 2      |
| Partit Liberal Italià (PLI)                        | 163.117   | 2,8      | 2      |
| Democràcia Proletària (DP)                         | 143.954   | 2,5      | 2      |
| altres                                             | 1.452     | 0,0      | -      |
| Total                                              | 5.822.081 | 100,00   | 80     |

## Vèneto
| Partits                                            | vots      | vots (%) | escons |
| -------------------------------------------------- | --------- | -------- | ------ |
| Democràcia Cristiana Italiana (DC)                 | 1.338.338 | 48,0     | 31     |
| Partit Comunista Italià (PCI)                      | 636.627   | 22,8     | 14     |
| Partit Socialista Italià (PSI)                     | 357.189   | 12,8     | 8      |
| Partit Socialista Democràtic Italià (PSDI)         | 175.539   | 6,3      | 3      |
| Moviment Social Italià - Destra Nazionale (MSI-DN) | 105.372   | 3,8      | 2      |
| Partit Republicà Italià (PRI)                      | 69.347    | 2,5      | 1      |
| Partit Liberal Italià (PLI)                        | 63.518    | 2,3      | 1      |
| Democràcia Proletària (DP)                         | 41.384    | 1,5      | -      |
| Total                                              | 2.787.314 | 100,00   | 60     |

## Ligúria
| Partits                                            | vots      | vots (%) | escons |
| -------------------------------------------------- | --------- | -------- | ------ |
| Partit Comunista Italià (PCI)                      | 500.395   | 38,4     | 16     |
| Democràcia Cristiana Italiana (DC)                 | 396.265   | 30,4     | 13     |
| Partit Socialista Italià (PSI)                     | 175.655   | 13,5     | 5      |
| Partit Socialista Democràtic Italià (PSDI)         | 71.362    | 5,5      | 2      |
| Moviment Social Italià - Destra Nazionale (MSI-DN) | 60.385    | 4,6      | 2      |
| Partit Liberal Italià (PLI)                        | 51.629    | 4,0      | 1      |
| Partit Republicà Italià (PRI)                      | 45.257    | 2,8      | 1      |
| Unitat Popular                                     | 3.292     | 0,3      | -      |
| Total                                              | 1.304.240 | 100,00   | 40     |

## Emília - Romanya
| Partits                                            | vots      | vots (%) | escons |
| -------------------------------------------------- | --------- | -------- | ------ |
| Partit Comunista Italià (PCI)                      | 1.363.477 | 48,3     | 26     |
| Democràcia Cristiana Italiana (DC)                 | 713.036   | 25,3     | 13     |
| Partit Socialista Italià (PSI)                     | 288.928   | 10,2     | 4      |
| Partit Socialista Democràtic Italià (PSDI)         | 146.492   | 5,2      | 2      |
| Partit Republicà Italià (PRI)                      | 109.941   | 3,9      | 2      |
| Moviment Social Italià - Destra Nazionale (MSI-DN) | 103.810   | 3,7      | 1      |
| Partit Liberal Italià (PLI)                        | 52.187    | 1,8      | 1      |
| Partit Italià d'Unitat Proletària (PDUP)           | 45.651    | 1,6      | 1      |
| Total                                              | 2.823.522 | 100      | 50     |

## Toscana
| Partits                                            | vots      | vots (%) | escons |
| -------------------------------------------------- | --------- | -------- | ------ |
| Partit Comunista Italià (PCI)                      | 1.169.858 | 46,5     | 25     |
| Democràcia Cristiana Italiana (DC)                 | 717.338   | 28,5     | 15     |
| Partit Socialista Italià (PSI)                     | 269.074   | 10,7     | 4      |
| Moviment Social Italià - Destra Nazionale (MSI-DN) | 106.580   | 4,2      | 2      |
| Partit Socialista Democràtic Italià (PSDI)         | 97.649    | 3,9      | 2      |
| Partit Republicà Italià (PRI)                      | 66.704    | 2,6      | 1      |
| Partit Italià d'Unitat Proletària (PDUP)           | 51.834    | 2,1      | 1      |
| Partit Liberal Italià (PLI)                        | 30.096    | 1,2      | -      |
| Unitat Popular                                     | 7.996     | 0,3      | -      |
| altres                                             | 488       | 0,0      | -      |
| Total                                              | 2.517.617 | 100      | 50     |

## Úmbria
| Partits                                            | vots    | vots (%) | escons |
| -------------------------------------------------- | ------- | -------- | ------ |
| Partit Comunista Italià (PCI)                      | 257.606 | 46,1     | 14     |
| Democràcia Cristiana Italiana (DC)                 | 154.165 | 27,6     | 9      |
| Partit Socialista Italià (PSI)                     | 77.472  | 13,9     | 4      |
| Moviment Social Italià - Destra Nazionale (MSI-DN) | 31.512  | 5,6      | 1      |
| Partit Socialista Democràtic Italià (PSDI)         | 13.580  | 2,4      | 1      |
| Partit Republicà Italià (PRI)                      | 13.451  | 2,4      | 1      |
| Democràcia Proletària (DP)                         | 6.220   | 1,1      | -      |
| Partit Liberal Italià (PLI)                        | 4.389   | 0,8      | -      |
| Total                                              | 558.395 | 100      | 30     |

## Marques
| Partits                                            | vots    | vots (%) | escons |
| -------------------------------------------------- | ------- | -------- | ------ |
| Partit Comunista Italià (PCI)                      | 350.018 | 36,9     | 15     |
| Democràcia Cristiana Italiana (DC)                 | 346.092 | 36,5     | 16     |
| Partit Socialista Italià (PSI)                     | 92.958  | 9,8      | 4      |
| Partit Socialista Democràtic Italià (PSDI)         | 50.666  | 5,3      | 2      |
| Moviment Social Italià - Destra Nazionale (MSI-DN) | 42.122  | 4,4      | 1      |
| Partit Republicà Italià (PRI)                      | 32.595  | 3,4      | 1      |
| Partit d'Unitat Proletària (PDUP)                  | 20.122  | 2,1      | 1      |
| Partit Liberal Italià (PLI)                        | 14.605  | 1,5      | -      |
| Total                                              | 949.178 | 100      | 40     |

## Laci
| Partits                                            | vots      | vots (%) | escons |
| -------------------------------------------------- | --------- | -------- | ------ |
| Partit Comunista Italià (PCI)                      | 1.041.672 | 33,5     | 21     |
| Democràcia Cristiana Italiana (DC)                 | 980.307   | 31,5     | 20     |
| Moviment Social Italià - Destra Nazionale (MSI-DN) | 352.578   | 11,3     | 6      |
| Partit Socialista Italià (PSI)                     | 302.710   | 9,7      | 6      |
| Partit Socialista Democràtic Italià (PSDI)         | 190.007   | 6,1      | 3      |
| Partit Republicà Italià (PRI)                      | 114.589   | 3,7      | 2      |
| Partit Liberal Italià (PLI)                        | 77.444    | 2,5      | 1      |
| Democràcia Proletària (DP)                         | 44.986    | 1,4      | 1      |
| altres                                             | 3.418     | 0,1      | -      |
| Total                                              | 3.107.711 | 100      | 60     |

## Abruços
| Partits                                            | vots    | vots (%) | escons |
| -------------------------------------------------- | ------- | -------- | ------ |
| Democràcia Cristiana Italiana (DC)                 | 323.207 | 42,5     | 18     |
| Partit Comunista Italià (PCI)                      | 230.680 | 30,3     | 13     |
| Partit Socialista Italià (PSI)                     | 77.480  | 10,2     | 4      |
| Moviment Social Italià - Destra Nazionale (MSI-DN) | 49.021  | 6,4      | 2      |
| Partit Socialista Democràtic Italià (PSDI)         | 46.981  | 6,2      | 2      |
| Partit Republicà Italià (PRI)                      | 19.705  | 2,6      | 1      |
| Partit Liberal Italià (PLI)                        | 13.434  | 1,8      | -      |
| Total                                              | 760.508 | 100      | 40     |

## Molise
| Partits                                            | vots    | vots (%) | escons |
| -------------------------------------------------- | ------- | -------- | ------ |
| Democràcia Cristiana Italiana (DC)                 | 101.204 | 50,7     | 16     |
| Partit Comunista Italià (PCI)                      | 35.675  | 17,9     | 6      |
| Partit Socialista Italià (PSI)                     | 20.090  | 10,1     | 3      |
| Partit Socialista Democràtic Italià (PSDI)         | 12.384  | 6,2      | 2      |
| Moviment Social Italià - Destra Nazionale (MSI-DN) | 9.958   | 5,0      | 1      |
| Partit Republicà Italià (PRI)                      | 8.995   | 4,5      | 1      |
| Partit Liberal Italià (PLI)                        | 8.902   | 4,5      | 1      |
| Democràcia Proletària (DP)                         | 2.335   | 1,2      | -      |
| Total                                              | 199.543 | 100      | 30     |

## Campània
| Partits                                            | vots      | vots (%) | escons |
| -------------------------------------------------- | --------- | -------- | ------ |
| Democràcia Cristiana Italiana (DC)                 | 1.067.753 | 36,7     | 23     |
| Partit Comunista Italià (PCI)                      | 788.997   | 27,1     | 16     |
| Moviment Social Italià - Destra Nazionale (MSI-DN) | 354.056   | 12,2     | 7      |
| Partit Socialista Italià (PSI)                     | 301.923   | 10,4     | 6      |
| Partit Socialista Democràtic Italià (PSDI)         | 191.544   | 6,6      | 4      |
| Partit Republicà Italià (PRI)                      | 105.701   | 3,6      | 2      |
| Partit Liberal Italià (PLI)                        | 60.545    | 2,1      | 1      |
| Democràcia Proletària (DP)                         | 32.697    | 1,1      | 1      |
| altres                                             | 7.880     | 0,3      | -      |
| Total                                              | 2.911.096 | 100      | 60     |

## Pulla
| Partits                                            | vots      | vots (%) | escons |
| -------------------------------------------------- | --------- | -------- | ------ |
| Democràcia Cristiana Italiana (DC)                 | 834.234   | 39,2     | 21     |
| Partit Comunista Italià (PCI)                      | 607.004   | 28,6     | 15     |
| Partit Socialista Italià (PSI)                     | 252.487   | 11,9     | 5      |
| Moviment Social Italià - Destra Nazionale (MSI-DN) | 228.875   | 10,8     | 5      |
| Partit Socialista Democràtic Italià (PSDI)         | 99.949    | 4,7      | 2      |
| Partit Republicà Italià (PRI)                      | 48.860    | 2,3      | 1      |
| Partit Liberal Italià (PLI)                        | 35.708    | 1,7      | 1      |
| Unitat Popular                                     | 16.595    | 0,8      | -      |
| altres                                             | 2.068     | 0,1      | -      |
| Total                                              | 2.125.780 | 100      | 50     |

## Basilicata
| Partits                                            | vots    | vots (%) | escons |
| -------------------------------------------------- | ------- | -------- | ------ |
| Democràcia Cristiana Italiana (DC)                 | 144.420 | 41,8     | 13     |
| Partit Comunista Italià (PCI)                      | 93.659  | 27,1     | 9      |
| Partit Socialista Italià (PSI)                     | 45.665  | 13,2     | 4      |
| Partit Socialista Democràtic Italià (PSDI)         | 23.732  | 6,9      | 2      |
| Moviment Social Italià - Destra Nazionale (MSI-DN) | 22.132  | 6,4      | 2      |
| Partit Liberal Italià (PLI)                        | 7.087   | 2,1      | -      |
| Partit Republicà Italià (PRI)                      | 5.506   | 1,6      | -      |
| Unitat Popular                                     | 2.927   | 0,8      | -      |
| Total                                              | 357.873 | 100      | 30     |

## Calàbria
| Partits                                            | vots      | vots (%) | escons |
| -------------------------------------------------- | --------- | -------- | ------ |
| Democràcia Cristiana Italiana (DC)                 | 424.076   | 39,5     | 17     |
| Partit Comunista Italià (PCI)                      | 270.412   | 25,2     | 10     |
| Partit Socialista Italià (PSI)                     | 158.406   | 14,7     | 6      |
| Moviment Social Italià - Destra Nazionale (MSI-DN) | 89.286    | 8,3      | 3      |
| Partit Socialista Democràtic Italià (PSDI)         | 56.364    | 5,2      | 2      |
| Partit Republicà Italià (PRI)                      | 32.305    | 3,0      | 1      |
| Partit d'Unitat Proletària (PDUP)                  | 29.423    | 2,7      | 1      |
| Partit Liberal Italià (PLI)                        | 14.081    | 1,3      | -      |
| Total                                              | 1.074.353 | 100      | 40     |